# Аніка Зеєн
Аніка Зеєн (17 лютого 1985) — баскетболістка на інвалідній колясці, яка виступала за ASV Bonn та RSV Lahn-Dill у німецькій лізі з баскетболу для людей в інвалідних колясках, а також для університету штату Алабама у Сполучених Штатах. Вона також виступала за збірну, з якою вона виграла три європейські титули, здобула другу позицію на Чемпіонаті світу 2010 року, завоювала срібло на Літніх Паралімпійських іграх 2008 року в Пекіні, а також завоювала золоту медаль на Паралімпійських іграх у Лондоні, за що президент Йоахім Гаук нагородив команду Німеччини найвищою спортивною честю, Silbernes Lorbeerblatt (срібний лавровий лист).

## Біографія
Зеєн народилась 17 лютого 1985 року. Вона отримала ім'я «Анні». У віці 14 років,, під час верхової їзди вона отримала травму, що і паралізувало її. Під час реабілітації вона дізналась про баскетбол на інвалідних колясках. Вона вийшла з лікарні і почала шукати клуб, де вона могла б грати.
Зеєн приєдналась до ASV Bonn, спочатку граючи з молодіжною командою, потім з резервною, і, нарешті, в головній. У 2001 році вона грала в чемпіонаті Німеччини для жінок і була названа найціннішим юним гравцем. У 2004 році вона перейшла на RSV Lahn-Dill, з яким вона виграла кілька чемпіонатів Німеччини, після чого їй запропонували грати в національній збірній. Вона змагалася у своїх перших паралімпійських іграх, в Літніх Паралімпійських іграх 2004 року в Афінах. Згодом вона грала за збірну, яка виграла чемпіонати Європи в 2005, 2007, 2009 і 2011 роках
У вересні 2008 року Зеєн взяла участь у Літніх Паралімпійських іграх 2008 року в Пекіні, але Німеччина була переможена командою Сполучених Штатів, яка містила трьох її колишніх товаришів по команді з Університету Алабами, Стефані Уїлер, Мері Еллісон Мілфорд і Алана Ніколса. Натомість німецька команда привезла додому паралімпійські срібні медалі. Після Паралімпіади виступ команди вважався досить вражаючим для того, щоб його назвали національною «Командою року», і він отримав срібний лавровий лист, найбільшу спортивну честь Німеччини, від президента Німеччини Хорста Келера.
Зеєн взяла стипендію в Університеті Алабами в 2009 році спеціалізуючись на рекламі та прослуховуванні графічного дизайну. Вона підтримувала середній бал 4,0 балів. Її команда в Університеті штату Алабама виграла три титули за п'ять років, і в березні 2013 року в Університеті Вісконсін-Уайтуотер, який виграв чемпіонат 55-41, де Зеєн забила 11 очок.
У червні 2012 року на Літніх Паралімпійських іграх в Лондоні. У матчі за золоту медаль, її команда зіткнулася з Австралією , командою, яка перемогла їх 48-46 в Сіднеї лише кілька місяців раніше. Вони перемогли австралійців 58-44 перед натовпом понад 12 тисяч людей на Північно-Грінвіч-Арені.. Їм було присвоєно срібний лавровий лист президентом Йоахімом Гауком у листопаді 2012 року і знову було названо «Командою року» на 2012 рік.
Німецька команда програла Нідерландам на чемпіонаті Європи перед натовпом у 2300 людей у Франкфурті у липні 2013 року, 56-57. Гра транслювалася в прямому ефірі в Німеччині.
У квітні 2014 року Зеєн входила до складу команди «Baskets BG», яка виграла Міжнародний турнір з баскетболу Федерації інвалідних колясок Euro League Challenge Cup, її перший міжнародний титул. Команда також виграла нагороду Fair Play Міжнародної федерації баскетболу для інвалідних візків Європи.
Німецька команда претендувала на срібло на Чемпіонаті світу з баскетболу серед жінок у 2014 році в Торонто, Онтаріо, Канада, і обіграла Нідерланди на чемпіонаті Європи 2015 року, претендувавши на свій десятий європейський титул. На Паралімпійських іграх 2016 року команда виграла срібло після того, як програла в фіналі Сполученим Штатам.

## Досягнення
- 2005: Золото на чемпіонаті Європи (Villeneuve d'Ascq, Франція)
- 2006: Бронза на чемпіонаті світу (Амстердам, Нідерланди)[4]
- 2007: Золото на чемпіонаті Європи (Вецлар, Німеччина)[4]
- 2008: Срібло на Параолімпійських іграх (Пекін, Китай)[4]
- 2009: Золото на чемпіонаті Європи (Сток Мандевіль, Англія)[4]
- 2010: Срібло на чемпіонаті світу[4]
- 2011: Золото на чемпіонаті Європи (Назарет, Ізраїль)[11]
- 2012: Золото на Параолімпійських іграх (Лондон, Англія)[12]
- 2013: Срібло на чемпіонаті Європи (Франкфурт, Німеччина)[19]
- 2014: Срібло на чемпіонаті світу (Торонто, Канада)[16]
- 2015: Золото на чемпіонаті Європи (Вустер, Англія)[17]
- 2016: Срібло на Параолімпійських іграх (Ріо-де-Жанейро, Бразилія)[18][20]

## Нагороди
- 2008: Команда року[8]
- 2008: Срібний лавровий лист[9]
- 2012: Команда року[14]
- 2012: Срібний лавровий лист[15]

| Сідней, липень 2012 |
| ------------------- |
| \| \| \| \|         |
|                     |
|                     |